# Samal
Samal, ufficialmente Island Garden City of Samal (in breve IGaCoS), è una città componente delle Filippine, situata nella Provincia di Davao del Norte, nella Regione del Davao.
La città comprende l'isola omonima e l'isola di Talicod, situate nel golfo di Davao, di fronte alla città di Davao. L'attuale città, riconosciuta tale nel 1998, nacque dall'unione dei tre antichi municipi di Samal, Babak e Kaputian.
Samal è formata da 46 baranggay:
- Adecor
- Anonang
- Aumbay
- Aundanao
- Balet
- Bandera
- Caliclic (Dangca-an)
- Camudmud
- Catagman
- Cawag
- Cogon
- Cogon (Talicod)
- Dadatan
- Del Monte
- Guilon
- Kanaan
- Kinawitnon
- Libertad
- Libuak
- Licup
- Limao
- Linosutan
- Mambago-A

- Mambago-B
- Miranda (Pob.)
- Moncado (Pob.)
- Pangubatan (Talicod I)
- Peñaplata (Pob.)
- Poblacion (Kaputian)
- San Agustin
- San Antonio
- San Isidro (Babak)
- San Isidro (Kaputian)
- San Jose (San Lapuz)
- San Miguel (Magamono)
- San Remigio
- Santa Cruz (Talicod II)
- Santo Niño
- Sion (Zion)
- Tagbaobo
- Tagbay
- Tagbitan-ag
- Tagdaliao
- Tagpopongan
- Tambo
- Toril